# Немає податків без представництва

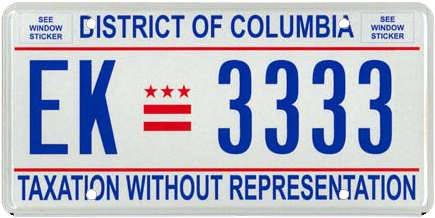
Напис на номерному знаці округу Колумбія

«Немає податків без представництва» (англ. No taxation without representation) — гасло, що використовувалося як головна претензія британських колоністів у Північній Америці до королівської влади і колоніальної адміністрації і широко використовувався в ході Американської революції.

## Опис
Гасло виникло в 1750-х-1760-х, коли британські колоністи в Америці стали усвідомлювати, що незважаючи на свою значну кількість і господарську діяльність, що обкладалася податками, вони не мають представництва в британському парламенті і не можуть реалізовувати свої права, гарантовані британським Біллем про права, прийнятим у 1689.
Жорстка переконаність у тому, що уряд не повинен оподатковувати населення, якщо це населення якимось чином не представлене в уряді, з'явилася під час громадянської війни в Англії після відмови парламентаря Джона Гемпдена сплачувати податки, довільно встановлені королем Карлом I.
«Жодне оподаткування без представництва» у контексті оподаткування британо-американських колоній вперше з'явилося в заголовку Лондонського журналу за лютий 1768 на сторінці 89 під час друку «Промови лорда Камдена про декларативний Білл про суверенітет Великої Британії над колоніями».

## Сучасне використання

### США
У столиці США Вашингтоні (адміністративно включеному до федерального округу Колумбія, що не входить до жодного штату) фраза використовується в рамках кампанії з надання округу Колумбія голосу в Конгресі, оскільки мешканці округу сплачують федеральні податки, але в конгресі не представлені. Крім них у Конгресі не представлені лише жителі острівних територій США, що знаходяться за межами штатів. Формально, будучи громадянами США, вони сплачують лише податки на той дохід, який отримано за межами даних територій. Проте жителі Вашингтона зобов'язані сплачувати самі федеральні податки, як і жителі штатів, що викликає розбіжності різному рівні. Статус округу, як різновиду адміністративної одиниці на неорганізованій території, раніше існував у США (в Луїзіані та на Алясці), згодом там було організовано самоврядування ( організовані території ), що призвело до створення нових штатів. Проте округ Колумбія, спочатку розташований у межах території штатів Меріленд і Віргінія, не вважався неорганізованою територією, а його жителі продовжували вважатися жителями відповідних штатів. За задумом першого президента США Джорджа Вашингтона округ Колумбія мав бути перетворений на Територію Колумбія, проте Конгрес вважав за необґрунтоване виділення з існуючих штатів адміністративної одиниці в нижчому ранзі організованої території. Натомість у 1801 організовано самоврядування лише на рівні графств (county), що призвело до фактичної ліквідації округу і що зберегло його жителів як резидентів штатів Меріленд і Віргінія, управління округом було передано безпосередньо федеральному уряду.
У 1841 федеральний уряд повернув штату Віргінія Олександрійський округ (Alexandria county).
У 1871 на частині округу, що залишилася (від Меріленда) була знову створена єдина адміністративна одиниця під колишньою назвою округ Колумбія, але вже в новому статусі - федерального округу, що має власну юрисдикцію і самоврядування, а його жителі перестали вважатися резидентами Меріленда. При цьому федеральний округ не є штатом і не має тих повноважень, якими володіє штат, у тому числі щодо представництва у федеральних органах влади.
У XX столітті жителі округу вже досягли певного успіху у своєму русі за повноправну участь у федеральних виборах. Так, у 1961 прийнято двадцять третю поправку до Конституції США, яка дозволила їм брати участь у виборах президента. Подальше розширення прав мешканців округу є не менш актуальним завданням, аж до сьогодення.
У 2000 Департамент автомобільного транспорту округу Колумбія почав видавати автомобільні номери з написом Taxation without representation. Президент Білл Клінтон використовував такий номерний знак. Наступний президент Джордж Буш-молодший змінив номер, проте президент Барак Обама з другого терміну свого президентства повернув протестний напис. Президент Дональд Трамп (хоч і не висловив однозначної позиції щодо надання округу Колумбія статусу штату) також продовжив використовувати автомобіль із таким написом на номері.